# Nicolas-Hippolyte Labrousse
Pour les articles homonymes, voir Labrousse.
Nicolas-Hippolyte Labrousse, né le 17 juillet 1807 à Brest (Saint-Pierre Quilbignon), mort le 22 août 1871 à Bagnères-de-Bigorre, est un amiral français (vice-amiral) de la marine française du Second Empire qui s'est illustré durant la Guerre de Crimée. Il était également ingénieur naval spécialiste de la machine à vapeur, de la propulsion à hélice et des coques en fer. Henri Dupuy de Lôme a repris à son compte son travail et ses idées. Labrousse publia des ouvrages sur ses travaux. Il obtint le soutien de l'amiral Joseph Romain-Desfossés.

## Biographie

### Études et progression de carrière
Il entre à l'École navale (Collège naval d'Angoulême) en 1822 et en sort élève de la Marine le 16 juin 1824. Il est enseigne de vaisseau le 19 mars 1829 et lieutenant de vaisseau le 1er janvier 1835. Entre 1835 et 1841, il entreprend des études sur les machines à vapeur au Royaume-uni. Il est capitaine de frégate le 1er novembre 1843 et passe capitaine  de vaisseau le 11 juin 1853. Le 9 juillet 1860, il devient contre-amiral, et il est promu vice-amiral le 16 avril 1867.

### Le marin et combattant
Il navigue sur les côtes d'Espagne et des Antilles de 1824 à 1826. En 1833, il se distingue à la prise de Mostaganem à bord du brick Le Hussard. De 1850 à 1852, il navigue aux Antilles et au Levant. Lors de la Guerre de Crimée, il s'illustre aux commandes de l’Ulm (ex Lys) En 1869, il est responsable des plans de défense des cinq ports de guerre français.

### L'ingénieur naval
En 1832, alors qu'il navigue sur Le Nageur, il propose à la marine des gargousses sphériques, le principe de charge simultanée et l'exercice des deux bords[Quoi ?]. Ces innovations sont adoptées dans l'escadre de l'amiral Julien Lalande. En 1840, il propose à l'amiral Victor-Guy Duperré les plans d'un navire hauturier et d'un garde-côte à éperon. En 1841, il fournit les plans d'une coque en fer à hélice et d'une machine à vapeur de 1000 chevaux. En 1843-1844, il élabore un projet de frégate en fer à éperon et à grande vitesse et de navire à vapeur à éperon, dont sont inspirés les vaisseaux La Gloire et Solférino. Durant cette période (1843-1844), il étudie aussi la résistance des coques à la pénétration des boulets au polygone de tir de Gâvres. En 1847, Henri Dupuy de Lôme reprend ses plans de coque et machine à vapeur de 1841 pour construire le Napoléon, premier navire de guerre à hélice lancé en 1850. En 1853, sur Le Mentor, à ses ordres, il fait des essais de mâture à pible (mât d'un seul tenant, sans hune ni barre?). En 1858, il donne des plans de mâture en tôle et gréements pour cuirassés. Entre 1859 et 1860, il améliore les machines à vapeur en service sur les navires Le Sané, Ulm, Eylau, Impérial et Arcole. Par ses modifications, ces unités gagnèrent en performances et tenue à la mer.

### Ses commandements
- Le Mentor (paquebot postal), fin 1837 à début 1842 et 1853.
- Le Chaptal (corvette à roue à aubes), juin à août 1846.
- Ulm, navire de ligne de 100 canons de Classe Hercule, d'août 1854 à juillet 1856.
- Impérial, 1859.
- Commandant en second de l'escadre d'évolution à Toulon, il a sa marque sur l Algésiras de 1862 à 1863.

### Ses fonctions
- Membre de la Commission des bâtiments à vapeur.
- Président du Conseil des travaux de la Marine.
- Président de la Commission des torpilles.
- Président du Comité consultatif de l'artillerie.
- Commissaire permanent des essais en mer.
- Commissaire à l'expérimentation des bâtiments cuirassés.
- Membre du Conseil de perfectionnement de l'École Polytechnique.

### Labrousse et les sociétés savantes
Il se présente à l’Académie des sciences pour la section géographie et navigation, mais c'est Dupuy de Lôme qui obtient la place. Sa candidature à l'Institut de France échoue également.

## Décoration
- Commandeur de l'ordre de la Légion d'honneur, le 30 décembre 1857.

## Publications
- Mémoire sur les puits à hélice, In-8, 32 pages, P Dupont, Paris 1850.
- Notice sur la corvette à roue à vapeur Le Chaptal, In-8, 19 pages, 1851.
- Des navires à éperon, In-8, 12 pages, de Debuisson, Paris 1864.
- Observation sur les machines à vapeur récemment introduites dans la Marine Impériale, In-8, 24 pages, Bertrand, Paris 1868.

## Sources
- Gustave Vapereau, Dictionnaire universel des contemporains (4e édition), Hachette, Paris, 1870, page 1021.
- Hubert Granier  : Histoire des marins français 1815-1870, Marines éditions, Nantes, 2012,  (ISBN 2-909675-72-6), pages 526-527.